# Kelly Trump
Kelly Trump, cu numele real Nicole Heyka, (n. 27 august 1970, Bottrop, RFG) este o moderatoare și fostă actriță porno germană.

## Date biografice
A locuit în Gelsenkirchen, având o situație familială dificilă, tatăl ei vitreg fiind un tip violent, care o bătea în mod regulat. Kelly termină școala de asistenți stomatologi, iar după terminarea școlii începe să practice dansul. În anul 1994 va fi solicitată împreună cu o prietenă să participe la o reprezentație Erotik-Show. La scurt timp va primi o ofertă să joace într-un film care va fi produs în Caraibe. Abia mai târziu află că este de fapt un film porno. A acceptat totuși rolul și de aici începe de fapt cariera ei în industria porno. Printre filmele ei mai cunscute sunt Supergirl – Titten aus Stahl („Sâni de oțel”), Jeannie și Mädcheninternat („Internatul de fete”).

## Premii
- 1995 Erotik-Festival Brüssel: cea mai bună actriță
- 1997 Erotik-Festival Brüssel: cea mai bună actriță
- 1997 Venus Award: cea mai bună actriță germană
- 1999 Venus Award - cea mai bună actriță germană
- 2001 Venus Award - cea mai bună actriță germană